# Staroe Drožžanoe
Staroe Drožžanoe (in russo Старое Дрожжаное?; in tartaro: Иске Чүпрәле, İske Çüpräle) è un villaggio che si trova nella Repubblica autonoma del Tatarstan, in Russia. È il centro amministrativo del distretto Drožžanovskij.
Il villaggio è situato 200 km a sud-ovest di Kazan'.